# Sisyra rufistigma
Sisyra rufistigma is een insect uit de familie sponsvliegen (Sisyridae), die tot de orde netvleugeligen (Neuroptera) behoort. 
Sisyra rufistigma is voor het eerst wetenschappelijk beschreven door Tillyard in 1916.